# Ärvdabalken
Ärvdabalken är en av nio balkar i 1734 års lag som behandlar arv, testamente och förmynderskap. Den gällde i Sverige till 1959 och i Finland till 1966. Den hade då upprepade gånger ändrats i båda länderna.
Den moderna motsvarigheten är i Sverige Ärvdabalken (1958:637). I Finland gäller Ärvdabalken (5.2.1965/40). Lagarna är likartade.
Lagstadgandet "Gånge hatt till och huva ifrån" återfinns i den medeltida Östgötalagen, där det föreskrevs att söner, som bar hatt skulle ges arvsföreträde före döttrar, som bar huva. En språklig detalj är att formen gånge är presens konjunktiv av verbet gå. Kvinnor hade även långt efter medeltiden väsentligt mindre arvsrätt än män.
Dock inte i Småland, där kvinnor ärvde lika som män enligt gammal tradition. Om detta kan man läsa om i Svenskarna och deras hövdingar.
Lag om lika arvsrätt för män och kvinnor infördes i hela Sverige 1845. Se även arvejord och avlingejord.